# Distrikt Sañayca
Der Distrikt Sañayca liegt in der Provinz Aymaraes in der Region Apurímac in Südzentral-Peru. Der Distrikt wurde am 14. November 1944 gegründet. Er besitzt eine Fläche von 365 km². Beim Zensus 2017 wurden 1156 Einwohner gezählt. Im Jahr 1993 lag die Einwohnerzahl bei 1255, im Jahr 2007 bei 1299. Die Distriktverwaltung befindet sich in der 3370 m hoch gelegenen Ortschaft Sañayca mit 555 Einwohnern (Stand 2017). Sañayca liegt 15 km nordwestlich der Provinzhauptstadt Chalhuanca.

## Geographische Lage
Der Distrikt Sañayca liegt im Andenhochland im äußersten Westen der Provinz Aymaraes. Der Río Chalhuanca fließt entlang der nordöstlichen Distriktgrenze nach Norden. Der Süden des Distrikts liegt im Einzugsgebiet des Río Chicha (auch Río Soras) und wird in nordwestlicher Richtung über den Río Huayllaripa entwässert.
Der Distrikt Sañayca grenzt im Westen an den Distrikt Pampachiri (Provinz Andahuaylas), im Norden an den Distrikt Capaya, im Nordosten an den Distrikt Soraya, im Osten an den Distrikt Chalhuanca sowie im Süden an den Distrikt Cotaruse.